# شاندرا غوبتا الأول
شاندرا غوبتا الأول (340 ق.م - 286 ق.م).
 أول امبراطور موري في الهند (335 ق.م - 320 ق.م).
كان شاندرا أول امبراطور من السلالة الموريه التي حكمت الهنـــــد. وقد دام ملكه 25 سنه. في صباه التقى الاسكندر المقدوني عندمـــــا قاد جيوشه حتى نهر الاندوس. وقد تفككت إمبراطورية الاسكندر فــور وفاته. فكان شاندرا أول الملوك الشرقيين الذين انفصلوا عن السيطرة اليونانيه. وأنشأ في فترة قصيرة أمبراطوريه جديده هي الامبراطوريـة الموريه التالي شملت البلاد الواقعة بين هري الغانج والاندس، وتضــم مايعرف اليوم بأفغانستان وجزء كبير من الأراضي التي حولها.
ومح هذا الإمبراطور بلاده حكومة مركزية قوية، وأرساها علـــــــــى الافكار المقتبسه من اليونانيين، ومزجها بتلك المبادىْ المألوف لــــدى الهنود. ولكي يبقي امبراطوريته المترامية الاطراف تحت الرقابـــــــــة الشديده، استخدم جيشا محترفا سبق ان اثبت فعاليته في معـــــارك مظفره ضد سيليكوس، أحد حلفاء الاسكندر ذي القرنيين.
زادت قوته وشهرته عندما اوفد اليونانيين في نهاية القرن الرابع قبــل الميلاد، حوالي سنة 300 , سفيرا إلى بلاطه في بانتا، واستقــــــــال شاندرا في السنة 297 , وانتحر في نوبة انهيار عصبي بعد ذلك.

## سيرته
شاندرا غوبتا الأول (بالإنجليزية: Chandragupta I)‏ ، الملك شاندرا غوبتا الأول الملك الثالث في فترة الغوبتا (استمرت بين عامي 320 م و540 م) قد سمى نفسه «ماهاراجا هيراجا» أي «ملك الملوك العظيم»، وهي الترجمة السنسكريتية للّقب الفارسي (شاهنشاه). وألتقى شاندرانا مع اطراف القوى الدكتاتورية من بلاد السود بتمثيل القيادة المركزية وقائد المركز الملقب بابواذنين التي كان جد الاتراك الذين هاجروا بعد ذلك إلى افريقيا
| سبقه: Ghatotkacha | إمبراطورية جوبتا (320-335 CE) | تبعه: سمودراجوبتا |